# Floris Adriaan van Hall (politicus)
Floris Adriaan baron van Hall (Amsterdam, 15 mei 1791 – Den Haag, 29 maart 1866) was een belangrijk Nederlands staatsman uit het midden van de negentiende eeuw, afkomstig uit de familie Van Hall. Als moderaat vertegenwoordiger van de Amsterdamse handels- en bankierswereld, was hij een behendig politicus, die zowel vóór als na 1848 een voorname rol speelde.
Hij studeerde rechten te Amsterdam en Leiden, promoveerde in laatstgenoemde stad en vestigde zich als advocaat in zijn geboortestad. Aldaar praktiseerde hij tot 1842, toen de koning hem als opvolger van Cornelis Felix van Maanen tot minister van Justitie en anderhalf jaar later tot minister van Financiën benoemde. In deze laatste functie saneerde hij in 1844 de staatsfinanciën met een gedwongen ("vrijwillige") geldlening. In 1847 kon er dankzij hem zelfs een overschot worden geboekt. Sinds 1849 was hij lid van de Tweede Kamer, totdat hij in 1853 na Johan Rudolph Thorbecke de de facto nieuwe kabinetsleider in het kabinet-Van Hall-Donker Curtius werd en de gemoederen na de Aprilbeweging tot bedaren wist te brengen. Hij werd in april 1856 door koning Willem III in de adelstand verheven. Sindsdien mocht hij zich baron noemen. Op 23 februari 1860 werd hij door Willem III voor de periode van één jaar benoemd tot president van wat informeel het kabinet-Van Hall-Van Heemstra ging heten. Van Hall weigerde om gezondheidsredenen een benoeming tot gouverneur-generaal van Nederlands-Indië.

## Levensloop

### Jeugdjaren
De op 15 mei 1791 in Amsterdam geboren Floris van Hall groeide niet bepaald eenzaam op. Zijn moeder Elisabeth Christina Klinkhamer, baarde zes kinderen, van wie Floris de oudste was. Na haar dood schonk een tweede echtgenote, Christina Maria Klinkhamer (een nicht van Elisabeth) zijn vader, Maurits Cornelis van Hall, er nog eens tien. Floris zelf bleef kinderloos, ook al hertrouwde hij op zijn 62ste nog met een 26-jarige barones. Zijn basisonderwijs volgde hij bij de Waalse predikant Merkus te Voorburg (met name vanwege studie Frans). Daarna volgde hij het onderwijs aan de Latijnse school te Amsterdam. Hij vervolgde zijn studies aan het Atheneum Illustre eveneens te Amsterdam van 1808 tot 1811.
Net als zijn vader studeerde Floris van Hall rechten aan de Hogeschool in Leiden waar hij promoveerde op Romeins en hedendaags recht (1811 - 1812). Na zijn studie trad Floris in dienst van de gardes d'honneur van Napoleons Grande Armée, maar ontkwam na een jaar via Zwitserland en keerde terug naar Amsterdam.

### Politieke loopbaan
Vanaf 1813 werkte hij op zijn vaders advocatenkantoor te Amsterdam (tot 1842), waarbij hij vooral de belangen van handelshuizen en scheepvaartmaatschappijen behartigde. Maar de politiek trok. In 1832 volgde hij zijn vader op in de Provinciale Staten van Holland. Van 3 juli 1832 tot 1 juli 1839 was hij daar actief voor de landelijke stand (Meerkerk). De jurist viel daar mede op door zijn rijzige gestalte en rode gezicht, dat hem de spotnamen ‘de vampyr’ en ‘het bloedzuigertje’ en 'van Haal' bezorgde. Hij etaleerde ook een fikse dadendrang, enorme werklust en grote kennis van zaken. Van 22 december 1840 tot 18 september 1848 was hij lid van Provinciale Staten van Noord-Holland voor de steden (Amsterdam); daarnaast vervulde hij tot 1842 een functie als deken der Orde van Advocaten te Amsterdam.

### De staatsschuld en het apaisement
Er was in 1840 een staatsschuld van niet minder dan 2200 miljoen gulden, waarvoor jaarlijks meer dan 35 miljoen aan rente betaald moest worden. Van Hall wist als minister van Financiën in 1844 redding te brengen. Van Halls voorstel, het aangaan van een ‘vrijwillige' staatslening van 127 miljoen tegen een lage rente werd door de Staten-Generaal aangenomen. Verder werden bestaande schulden van de Staat, die méér dan 4% rente gaven, verwisseld met schulden van 4%. De lening van 127 miljoen heette "vrijwillig", maar was toch eigenlijk gedwongen. Immers, wanneer die lening niet voltekend werd, zou de regering, voor zover nodig, een extra belasting op het vermogen leggen: "De stok achter de deur" noemde men dit. De stok behoefde echter niet gebruikt te worden, de lening werd voltekend. Maar voordat Van Halls voorstellen in de Kamers werden aangenomen, moest er nog veel verzet overwonnen worden. Niet alleen in de Staten-Generaal, maar ook daarbuiten werd het plan van Van Hall fel bestreden. Men sprak zelfs van Alva's penningen. "Het kan mij mijn troon kosten", zou koning Willem II eens opgemerkt hebben, toen hij met Van Hall de plannen besprak. "En mij m'n kop", zou Van Hall geantwoord hebben.
In het roerige voorjaar van 1853 deed ook koning Willem III een beroep op Van Hall. Het herstel van de bisschoppelijke hiërarchie, gevolgd door de Aprilbeweging en de val van Thorbecke, hadden in het land de gemoederen danig verhit, en de koning vroeg Van Hall om "apaisement". Daarin slaagde hij wonderwel, terwijl de Roomse revival onverkort in stand bleef.

## Onderscheidingen
Van Hall ontving voor zijn verdiensten in 1844 het grootkruis Orde van de Nederlandse Leeuw, in 1855 het grootkruis Orde van de Eikenkroon en in 1860 ridder eerste klasse in de Orde van de Gouden Leeuw van het Huis van Nassau. De titel baron werd hem in april 1856 verleend als blijk van waardering voor zijn optreden bij de onderhandelingen in Rusland over de Krimoorlog; hij wist toen de Nederlandse onzijdigheid te handhaven.